# Нисмо више клинке
Нисмо више клинке (енгл. Crossroads) амерички је тинејџерски и друмски филм из 2002. године, редитељке Тамре Дејвис, по сценарију Шонде Рајмс. Главне улоге глуме Бритни Спирс (у свом филмском дебију), Ансон Маунт, Зои Салдана, Тарин Менинг, Ким Катрал и Ден Акројд. Смештен у Џорџију, радња филма се усредсређује на три тинејџерке док путују широм земље, проналазећи себе и своје пријатељство у том процесу.
Развој филма је почео 2001. године, када је Спирсова створила концепт који је касније проширила Рајмсова. Снимање почело је у марту 2001. и трајало је шест месеци. Paramount Pictures је објавио филм 15. фебруара 2002. године у Северној Америци. Филм је остварио успех на биоскопским благајнама, зарадивши 61 милиона долара, наспрам 12 милиона долара. По објављувању филм је добио углавном негативне критике филмских критичара, иако је глума Спирсове добила похвале.

## Улоге
| Глумац          | Улога             |
| --------------- | ----------------- |
| Бритни Спирс    | Луси Вагнер       |
| Џејми Лин Спирс | млада Луси Вагнер |
| Ансон Маунт     | Бен               |
| Зои Салдана     | Кит               |
| Тарин Менинг    | Мими              |
| Ким Катрал      | Керолајн          |
| Ден Акројд      | Пит Вагнер        |
| Џастин Лонг     | Хенри             |
| Беверли Џонсон  | Китина мама       |
| Кул Мо Ди       | власник бара      |
| Дејв Ален       | покровитељ бара   |
| Џеси Камп       | учесник аудиције  |